# Nigel Winterburn
Nigel Winterburn (* 11. prosince 1963 v Arley) je bývalý anglický fotbalista, který strávil většinu své kariéry v londýnském Arsenalu, za který odehrál 440 ligových utkání.

## Ocenění

### Klubové
Arsenal
- Premier League: 1988/89, 1990/91, 1997/98
- FA Cup: 1992/93, 1997/98
- Ligový pohár: 1992/93
- Pohár vítězů pohárů: 1993/94
- Community Shield: 1991, 1998, 1999